# Eutrichota gigas
Eutrichota gigas este o specie de muște din genul Eutrichota, familia Anthomyiidae, descrisă de Fan în anul 1988. Conform Catalogue of Life specia Eutrichota gigas nu are subspecii cunoscute.